# Lothar Koch (Politiker, 1943)
Lothar Koch (* 8. August 1943 in Brück, Landkreis Zauch-Belzig) ist deutscher Lokalpolitiker.

## Wirken
Koch erlernte nach dem Abschluss der Polytechnischen Oberschule in Brück bei der Deutschen Post in Berlin den Beruf eines Funkmechanikers. Nach zwei Studien zum Ingenieur für Nachrichtentechnik und Projektierung sowie zum Ingenieur für Informationstechnik arbeitete er auf dem Antennenmessplatz Brück.
Im Jahr 1988 gründete er in Brück zunächst eine Bürgerinitiative, war dann Mitglied eines Runden Tisches und wurde schon vor der Kommunalwahl 1990 sowohl in den Kreistag wie auch in den Rat des Kreises Belzig kooptiert. Er ist Mitglied der SPD und war bis 1993 Landrat des Landkreises Belzig und anschließend erster Landrat des neugegründeten Landkreises Potsdam-Mittelmark. Gewählt wurde Koch auf der ersten Sitzung des neuen Kreistages am 20. Januar 1994, er trat sein Amt am 21. Februar 1994 an.
Koch unternahm vom 23. bis 28. Mai 2004 eine Reise in die Mongolei, um den Bau einer Wellness- und Begegnungsstätte in Werder (Havel) vorzubereiten. Der später wegen Subventionsbetrug verurteilte Investor und Mitbetreiber des Resorts Schwielowsee Axel Hilpert hatte ihn dazu eingeladen. Koch und der ebenfalls mitreisende Bürgermeister der Stadt Werder (Havel) Werner Große (CDU) mussten eine vierstellige Geldstrafe wegen Vorteilsannahme im Amt zahlen.
Koch wurde mehrmals wiedergewählt und blieb Landrat bis zum Jahr 2009, als er von Wolfgang Blasig (SPD) abgelöst wurde. Von 2009 bis 2014 war Koch Vorsitzender des Kreistages. Seit 2014 ist er einfacher Kreistagsabgeordneter.
Lothar Koch ist verheiratet, hat zwei Kinder und wohnt in Brück.